# Rhamphiophis rubropunctatus
Espèce
Synonymes
- Dipsina rubropunctata Fischer, 1884
- Rhagerrhis rubropunctata (Fischer, 1884)

Statut de conservation UICN

 LC  : Préoccupation mineure
Rhamphiophis rubropunctatus est une espèce de serpents de la famille des Lamprophiidae.

## Répartition
Cette espèce se rencontre :
- au Soudan ;
- au Soudan du Sud ;
- en Éthiopie ;
- en Somalie ;
- dans l'est du Kenya ;
- dans le nord de la Tanzanie.

## Publication originale
- Fischer, 1884 : Über einige afrikanische Reptilien, Amphibien und Fische des Naturhistorischen Museums I. Über die von Herrn Dr. G.A. Fischer in Massai Gebiete (Ost Afrika) auf seiner in Veranlassung der geographischen Gesellschaft in Hamburg unternommenen Expeditio Jahrb. Jahrbuch der Hamburgischen Wissenschaftlichen Anstalten, vol. 1, p. 1-32 (texte intégral).